# Midha

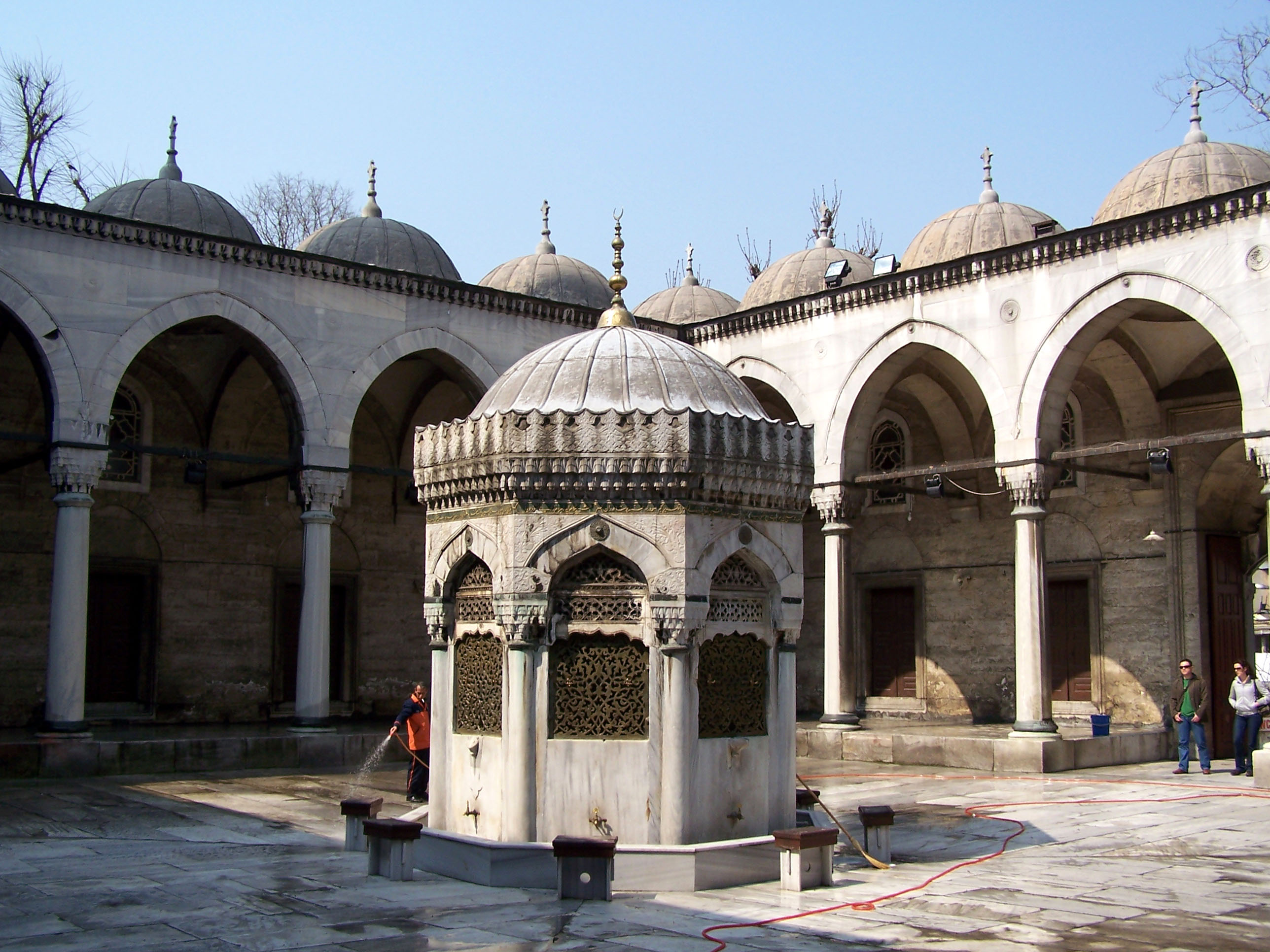
Szadriwan meczetu w Istambule

Midha, mida'a, szadirwan – w islamie fontanna przy basenie ablucyjnym lub studnia służąca do obmycia rytualnego na dziedzińcu meczetu. Niegdyś ozdobna, współcześnie stanowi zwykłą umywalnię.